# Шевченко Дмитро Іванович
Дмитро́ Іва́нович Шевче́нко (26 лютого 1990 Верхньодніпровськ, Дніпропетровська область — 4 липня 2014, Новоселівка Перша, Донецька область) — старший солдат Збройних сил України, оператор-навідник бойової машини, учасник російсько-української війни.

## Біографія
Народився у Верхньодніпровську. Згодом сім'я переїхала до Успенки Кіровоградської області. Закінчив у 2007 році 11 класів у Кременчуцькій Загальноосвітній школі № 18. З 2001 року разом з матір'ю проживав у Кременчуці.
Дмитро був бійцем 93-ї механізованої бригади, навідником-оператором, заступником командира бойової машини піхоти.
Загинув 4 липня 2014 року, під час нічної танкової атаки бойовиків на блокпост № 10, біля села Новоселівка Перша, на повороті на Уманське, у Ясинуватському районі Донецької області. Бійці 93-ї бригади зайняли оборону і прийняли бій. Внаслідок терористичного нападу загинули 7 захисників — підполковник Володимир Мамадалієв, молодший сержант Олексій Заїка, старші солдати Андрій Крилов, Руслан Рущак, Олександр Савенков, Дмитро Чабанов та Дмитро Шевченко, ще 6 дістали поранень.
Похований в селі Успенка Онуфріївського району.
Без Дмитра лишились дідусь, бабуся, мама та старший брат.

## Нагороди
- 2 серпня 2014 року — за особисту мужність і героїзм, виявлені у захисті державного суверенітету та територіальної цілісності України, вірність військовій присязі під час російсько-української війни, відзначений — нагороджений орденом «За мужність» III ступеня (посмертно).[1]
- нагороджений відзнакою «За вірність народу України» І ступеня (рішення Полтавської обласної ради від 21 жовтня 2015, посмертно)[2]

## Вшанування пам'яті
- У Запоріжжі встановили дошку з іменами полеглих військовослужбовців 93-ї бригади на одному з будинків, що розташований на вулиці, названій на їх честь — «Героїв 93-ї бригади».
- На місці знищеного українського блокпоста біля смт Новоселівка встановлено пам'ятний хрест.
- 20 квітня 2018 року на будівлі КНВК № 18 урочисто відкрито меморіальну дошку загиблому учаснику АТО, випускнику загальноосвітньої школи № 18 Дмитру Шевченку.[3]
- У день загибелі Дмитра Шевченка у кременчуцькому Музеї АТО/ООС запалюється свіча пам'яті та лунає дзвін.[4]